# Ermengarda del Maine
Ermengarda del Maine († 1126) fou comtessa del Maine i senyora de Château-du-Loir des del 1110 fins al 1126. Era filla d'Elies I del Maine, comte del Maine, i Matilde de Château-du-Loir.
El 1109 es va casar amb l'hereter angeví, Folc V d'Anjou, anomenat "el Jove", i així va portar el control angeví al Maine. Va tenir quatre fills:
- Jofré V d'Anjou, comte d'Anjou († 1151)
- Elies II del Maine († 1151)
- Isabel d'Anjou († 1154), casada amb Guillem Adelin, fill i hereter d'Enric I d'Anglaterra
- Sibil·la d'Anjou († 1165), casada el 1121 amb Guillem Cliton i després amb Teodoric d'Alsàcia, comte de Flandes.

Va morir el 1126. Després de la seva mort, Folc va deixar les seves terres al seu fill Jofré V i se'n va anar a Terra Santa, on es va casar amb Melisenda, reina de Jerusalem, i es va convertir en rei de Jerusalem.
| Precedit per: Elies I | Comtessa del Maine 1110 - 1126 | Succeït per: Jofré V |